# Eddie Levert

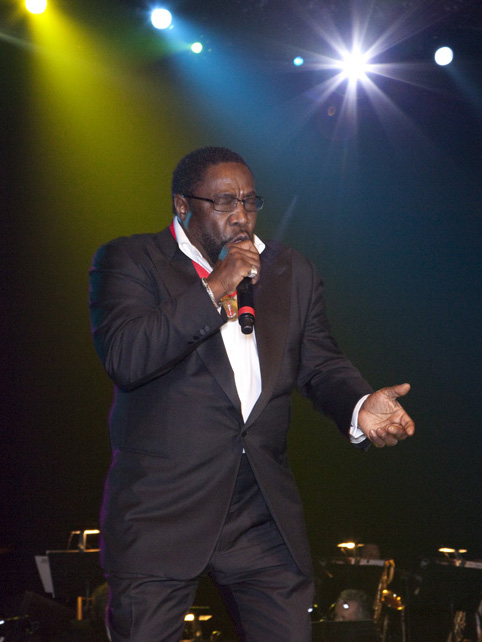
Eddie Levert (2010)

Eddie Levert (* 16. Juni 1942 in Bessemer, Alabama) ist ein US-amerikanischer Soulmusiker, der vor allem als Leadsänger der The O’Jays bekannt wurde.

## Biografie
1958 war Levert Gründungsmitglied der Triumphs, die sich später in The O’Jays umbenannten und in den 1970er Jahren eine Reihe von Hits hatten. Neben seiner Rolle als Leadsänger der Band betätigte er sich auch als Songwriter sowohl für The O’Jays als auch für andere Interpreten.
Leverts Söhne Gerald und Sean sind in den 1980er Jahren mit der R&B-Band LeVert bekannt geworden. Zusammen mit Gerald veröffentlichte Eddie Levert 1995 das Album Father and Son.

## Diskografie

### Alben
| Jahr | Titel                   | Höchstplatzierung, Gesamtwochen, AuszeichnungChartplatzierungen (Jahr, Titel, Platzierungen, Wochen, Auszeichnungen, Anmerkungen) | Höchstplatzierung, Gesamtwochen, AuszeichnungChartplatzierungen (Jahr, Titel, Platzierungen, Wochen, Auszeichnungen, Anmerkungen) | Anmerkungen                                           |
| Jahr | Titel                   | US | R&B | Anmerkungen                                           |
| ---- | ----------------------- | --- | --- | ----------------------------------------------------- |
| 1995 | Father and Son          | US20 Gold · (30 Wo.)US | R&B28 (47 Wo.)R&B | Erstveröffentlichung: Oktober 1995; mit Gerald Levert |
| 2007 | Something to Talk About | US19 (5 Wo.)US | R&B5 (18 Wo.)R&B | Erstveröffentlichung: Juni 2007; mit Gerald Levert    |

### Singles
| Jahr | Titel Album                        | Höchstplatzierung, Gesamtwochen, AuszeichnungChartplatzierungen (Jahr, Titel, Album, Platzierungen, Wochen, Auszeichnungen, Anmerkungen) | Höchstplatzierung, Gesamtwochen, AuszeichnungChartplatzierungen (Jahr, Titel, Album, Platzierungen, Wochen, Auszeichnungen, Anmerkungen) | Anmerkungen |
| Jahr | Titel Album                        | US | R&B | Anmerkungen |
| ---- | ---------------------------------- | --- | --- | --- |
| 1992 | Baby Hold On to Me Private Line    | US37 (20 Wo.)US | R&B1 (20 Wo.)R&B | Erstveröffentlichung: Januar 1992; mit Gerald Levert Autoren: Gerald Levert, Edwin „Tony“ Nicholas                          |
| 1995 | Already Missing You Father & Son   | US75 (10 Wo.)US | R&B7 (22 Wo.)R&B | Erstveröffentlichung: September 1995; mit Gerald Levert Autoren: Gerald Levert, Edwin „Tony“ Nicholas                       |
| 1996 | Wind Beneath My Wings Father & Son | — | R&B30 (15 Wo.)R&B | Erstveröffentlichung: Februar 1996; mit Gerald Levert Autoren: Jeffery Silbar, Larry Henley Original: Roger Whittaker, 1981 |
| 1996 | Get Your Thing Off Father & Son    | — | R&B59 (5 Wo.)R&B | Erstveröffentlichung: Mai 1996; mit Gerald Levert Autoren: Dwain Mitchell, Eddie Levert                                     |